# サラ・フォスター
サラ・フォスター（Sara Foster、1981年2月5日 - ）は、アメリカ合衆国の女優。

## 出演作品
- 新ビバリーヒルズ青春白書3（ジェン）
- 新ビバリーヒルズ青春白書2（ジェン）
- 新ビバリーヒルズ青春白書（ジェン）
- バチェラー・パーティ2 最後の貞操ウォーズ
- 女検死医ジョーダン シーズン4
- CSI:5科学捜査班
- 恋のミニスカウエポン
- アントラージュ★オレたちのハリウッド シーズン1
- ビッグ・バウンス（ナンシー・ヘイズ）